# Архимандрит Јанићије (Мачужић)
Јанићије (световно Јоаникије Мачужић; Мала Сугубина, код Трстеника, 3. јануар 1790 — Манастир Љубостиња, 22. децембар 1866) био је игуман Манастира Љубостиње и архимандрит.

## Биографија
Архимандрит Јанићије (Мачужић) рођен је 3. јануара 1790. године у Малој Сугубини, код Трстеника као Јоаникије од побожних и честитих родитеља.
О његовом животу зна се највише захваљујући списима о манастиру Љубостињи. Познато је да је 3. фебруара 1833. године рукоположен у чин архимандрита. Руколопожио га је епископ тимочки Доситеј. На чело љубостињског братства долази 1847. године, и за његово време манастир доживљава врхунац просперитета. Мачужић између 1850. и 1851. године зида звонару, помоћне зграде, кухињу, штале, качару и воденицу. У манастирском власништву било је осам воденица, и чаири и воћњаци који досежу до самих обала Западне Мораве. Мачужић, уз помоћ кнеза Александра Карађорђевића, зида и звонару. У два наврата — 1848. и 1851. године храм је реконструисан. Поправљен је горњи део цркве, а нарочито лажне куполе изнад припрате. Према писању Јоакима Вујића, Љубостиња тога времена је имала главну куполу изнад наоса и четири мале куполе изнад припрате. Извршиоци радова на реконструкцији били су Јан Неволе, инжењер Министарства унутрашњих послова, и каменорезац Вујица Петронијевић. Средином века Мачужић на љубостињске поседе доводи научника Јосифа Панчића, који се занимао за флору и фауну.
Његов синовац Ристо (Мачужић) био је учитељ и протојереј пољански.
Упокојио се у Манастиру Љубостињи 22. децембара 1866. године и сахрањен је на монашком гробљу. 